# Іясу I Великий
Іясу I — негус Ефіопії з Соломонової династії.

## Життєпис
Народився 1654 року. Був сином імператора Йоганниса I. До сходження на престол майбутній монарх керував провінцією Годжам.

### Релігійна політика
У XVII столітті ефіопська церква була розколота на дві основних течії — тоуахдо (помірковане монофізитство, близьке до православ'я) та кибат (суворе монофізитство). Після вигнання з країни католиків боротьба між двома течіями стала основним напрямком ефіопського політичного життя.
Новий імператор спочатку сприяв тоуахдо. 1687 було скликано загальний церковний собор, що засудив кибат. Іясу I наказав представникам обох угрупувань виїхати до монастиря Дебре-Мар'ям на озері Тана, щоб розв'язати спірні богословські питання. 1688 у містечку Йїбаба розпочав роботу новий собор, на якому сторони знову не дійшли згоди. На послідовників кибат було накладено анафему, а глави угрупувань (абба Вольде-Тенсає, абба Темерте) вигнані. Анафеми кибат були підтверджено й на соборі 1699 року.

### Адміністративні та економічні реформи
В результаті серії походів у 1690-их роках. Іясу I зумів підкорити низку північних областей та примусити Наїба Мусу, турецького правителя Массави, до відновлення торгівлі з Ефіопією. Імператор уніфікував правила ведення торгівлі, встановивши чіткі розміри митних зборів. У 1689—1690 роках Іясу I створив нарадчий орган («мекир бет»), що включав до свого складу головних світських і духовних сановників. Він також намагався створити єдину систему посад.

### Культурна політика
Період правління Іясу I характеризується пожвавленням інтелектуального життя, пов'язаного з безперервними релігійними суперечками. До найвідоміших поетів тієї доби належали Кифле Йоганнис та Кенафро. Продовжувалась і літописна традиція: Гавар'я Крестос записував історію Йоганниса I та Іясу I до 1700 року. Після його смерті літопис продовжив аззаж Синоду, який звів в одну різні хроніки XVII століття. Він також уклав граматику мови геєз.

### Кінець правління
Після 1705 року почалась боротьба за владу між синами імператора. Послідовники кибат змовились зі спадкоємцем престолу Текле Гайманотом, який підбурив збройний заколот. Імператор зрікся престолу та пішов до монастиря на одному з островів на озері Тана. Текле-Гайманот вступив до Гондера та проголосив себе прибічником кибат. Довідавшись про це, Іясу I скасував своє зречення та наклав на сина анафему. Невдовзі імператора було викрадено та вбито за наказом Текле-Гайманота.